# Wikariat apostolski Meki
Wikariat apostolski Meki – jednostka podziału administracyjnego Kościoła katolickiego w Etiopii. Powstała w 1980 jako prefektura apostolska. Podniesiona do rangi wikariatu apostolskiego w 1991.

## Biskupi ordynariusze
- Wikariusze apostolscy
  - bp Abraham Desta (od 2003)
  - bp Yohannes Woldegiorgis (1991 –  2002)
- Prefekci apostolscy
  - o. Yohannes Woldegiorgis  (1981 – 1991)